# Kanton Limoges-Cité
Kanton Limoges-Cité (francouzsky Canton de Limoges-Cité) je francouzský kanton v departementu Haute-Vienne v regionu Limousin. Tvoří ho pouze část města Limoges.